# Pseudocerastes urarachnoides
Pseudocerastes urarachnoides  (лат.) — редкий вид ядовитых змей подсемейства гадюковых. Эндемик провинций Илам и Керманшах на границе с Ираком. Впервые обнаружен во время научной экспедиции в Иран в 1968 году. Но тогда учёные не смогли разгадать необычную структуру её хвоста и посчитали, что у змеи врождённый дефект или травма. В 2001 году были добыты новые экземпляры и в 2006 году биологом Бехзадом Фатиния и его ассистентами был утверждён новый вид. Гадюка подёргивает кончиком необычного хвоста-приманки, создавая иллюзию движения паука. Когда птица или ящерица приближается и пытается склюнуть «паука», ядовитая гадюка за доли секунды убивает жертву. Хвост-приманка начинает расти после рождения, но окончательно формируется к зрелому возрасту. Примечательно и то, что взрослые змеи охотятся подобным образом в основном  на перелётных птиц, поскольку местные уже знают о подобной хитрости гадюк.